# 북경대학 증권투자연구회
북경대학 증권투자연구회(北京大学证券投资研究会)는 베이징 대학 증권투자연구회라고도 불리지만, 국문 정식 명칭은 북경대학 증권투자연구회이다. 영문명 Peking University Economic Investment Nest의 약칭 페인(PEIN)으로 불리며 2006년 베이징대학 경제학과 졸업생을 주축으로 설립한 금융권 학회 조직으로, 초대회장은 대한민국 정부의 중국 전문가다. PEIN은 베이징대학교 교우회, 미래에셋, 하나금융투자, 신한금융투자 등의 후원을 받고 있으며, 한국금융투자협회 소속이었던 사단법인 중국자본시장연구회 직속으로 당사 사단법인 중자연 이사장 승인하에 세션에도 정기적으로 참여하고 있다. PEIN은 서울대학교 와 연세대학교 금융학회와 공동 포럼도 주최하고 있으며, 시진핑의 모교이며 북경대와 함께 중국 공동 1위격의 명문대 칭화대학 출신자도 자주 참가한다. 매주 산업, 기업, 이슈 등의 보고서를 국제경제적 관점에서 발행하고 배포하고 있다.
북경대 증권투자연구회는 교내단체에 국한되는 것이 아니라, 베이징대학 출신 한·중 금융권 실무자들이 자문하고 활동하고 있는 실무 중심의 공인 단체이며, 조선비즈와 이데일리의 경제 포럼에도 정기참가하고 있다. PEIN 회원은 MBA와 금융계, 탑티어 컨설팅 임직원 출신, 베이징대학 경제학 교수, 연구원, 고문 등의 인원으로 구성되어 있으며, 본 연구회는 현직자와 전문가 회원의 통찰력이 중점적으로 반영되는 전문학회 조직으로 분류된다. 실제로 약 1,300평의 한국 창업원 원장 겸 베이징대학 한반도 연구소 연구원에 따르면 PEIN 회원의 경력 즉 PEIN Alumni의 경력 방향은 JP 모건 체이스, NH 투자 증권 등 국내외 탑클래스 IB, 증권 회사, MBB 등의 consulting firm, Big 4 외에도 삼성, SK, 네이버 등 유수 기업을 중심으로 포진하고 있다. 중국 자본 시장 연구에 필요한 기반 지식을 습득하는 학술 학회이며, 학기마다 복수의 팀을 구성해, 중국의 각 산업, 기업 분석 및 매크로 리포트 작성을 주로 실시하고 있다. 2014년부터 중국 자본시장연구회 등 동문 분들의 후원을 받아 '자본시장 포럼'을 개최하고 있다. 페인은 현지에서만 얻을 수 있는 정보를 바탕으로 깊이 있는 내용을 작성한다.
① 기업분석: 홍콩, 상하이, 심천 거래소에 상장된 주목할 만한 중국기업을 선정한 후 기업의 사업현황, 경영진, 제품 등의 기본적 정보를 서술하고 배경산업, 매출, 재무현황 을 면밀히 분석하여 Buy 또는 Sell의 의견까지 도출한다. ② 산업, 이슈 분석: 최근 중국정부가 발표한 정책이 시장에 미치는 영향, 현지시장의 트렌드, 산업군별로 분석하여 Upside 또는 Downside의 종목을 도출한다.

## 개최 포럼
- 제1회 포럼: 중국의 인터넷 시장, 그리고 백도, 알리바바, 텐센트, BAT가 이끄는 생태계. 2014년 12월 베이징대학 개최.
- 제2회 포럼：차이나 머니 In&OutLOE와 공동 개최. 2016년 12월 베이징대학 개최.
- 제3회 포럼: 중국의 신성장 산업. IFS( 서울대학 금융재무학회), YFL( 연세대학 금융학회)과 공동 개최. 2017년 12월 베이징대학 개최.
- 제4회 포럼：중국, 환경 강국에 도약. IFS( 서울대학 금융재무학회), YFL( 연세대학 금융학회)과 공동 개최. 2018년 12월 베이징대학 개최.[8][9]